# کن فورفی
کن فورفی (انگلیسی: Ken Furphy; ۲۸ مهٔ ۱۹۳۱ – ۱۷ ژانویهٔ ۲۰۱۵) بازیکن فوتبال اهل بریتانیا بود.
از باشگاه‌هایی که در آن بازی کرده است می‌توان به باشگاه فوتبال واتفورد، باشگاه فوتبال وورکینگتون ای. اف. سی، باشگاه فوتبال اورتون، و باشگاه فوتبال دارلینگتون اشاره کرد.